# Пара Пара
Para Para (яп. パラパラ, "Para-Para" или "ParaPara") — смешанный групповой танец, возникший в 1980-х в Японии. Этот танец танцуют сугубо под музыку в жанрах диско и евробит. В отличие от других танцев, пара пара обладает рядом особенностей, например, таких, как особенные движения под некоторые определённые песни. Вокруг этого танца сложилась целая музыкальная сцена, направленная на евробит-музыку, при этом пара пара стал частью субкультуры гяру. В случае если пара пара танцуют под техно или транс, то это будет называться TechPara и TraPara соответственно.

## Пара Пара в культуре
- На DVD фильма «Тройной форсаж: Токийский дрифт» один из актёров даёт начальные уроки пара пара.
- В восьмом опенинге Detective Conan главный герой также танцует этот танец.
- При выходе на ринг японского рестлера BxB Hulk'а девушки из его группы поддержки танцуют пара пара.
- Для пара пара была создана специальная танцевальная игра ParaParaParadise, ориентированная на движение рук, а не ног.
- Японская J-Pop группа Hinoi Team выпускала кавер версии хитов евробита, записывая к каждому клипу «пара пара версии».

### Сайты
- SUPER EUROBEAT@Web Official Super Eurobeat series website
- we love Techpara Архивная копия от 19 сентября 2012 на Wayback Machine Official We Love Techpara website
- 超然パラパラ！！ Official 超然パラパラ！！(Chouzen ParaPara!!) website
- Eurobeat Prime contains information about many eurobeat albums

### Видео танцоров
- Официальный канал Супер Евробита на YouTube, показывающий, как танцевать пара пара под некоторые песни.